# Pico da Neblina
El pico de la Neblina (en portugués: Pico da Neblina), localizado en el norte del Estado de Amazonas, es el punto más alto de Brasil y de todo el Escudo guayanés con 2.995,30 m de altitud (medición realizada por satélite/GPS por el Instituto Brasileño de Geografía y Estadística en 2004). Da nombre al parque nacional del Pico da Neblina, donde está situado. Se halla a tan solo 700 metros de distancia de su montaña gemela, el pico Phelps (también llamado 31 de Marzo), que marca la frontera entre Brasil y Venezuela.

## El pico
En 1965, el topógrafo José Ambrósio de Miranda Pombo demarcó el pico de la Neblina en 3.014 metros y lo fijó en 2.992 metros el 31 de marzo. En 2005, el cartógrafo Marco Aurélio de Almeida Lima, a través del Proyecto Puntos Culminantes del IBGE y del Instituto Militar de Ingeniería (IME) fijó las nuevas medidas después de 36 horas de medición usando un aparato GPS. Para su ascenso, el inicio comienza en la boca del Igarapé Tucano, próximo a la aldea yanomami de Maturacá, a 800 km de Manaus. Es necesario subir el río Cauaburi en voadeiras (veloces canoas de aluminio con motor de popa), hasta el Igarapé Tucano, inicio de la caminata. Tras cuatro días, andando una media de 4 a 5 horas por día, se llega al punto más alto del relieve brasileño, cuna de varias especies endémicas, principalmente plantas de pequeño porte. El nombre pico de la Neblina se debe al hecho de encontrarse prácticamente todo el año cubierto de nubes.

## Clima y vegetación
La vegetación de gran porte y las más cerradas solo son comunes hasta a los 1000 metros de altitud - floresta ecuatorial; de los 1000 hasta a los 1700 hay árboles de medio y pequeño porte, donde la vegetación es más abierta, como la floresta templada y boreal, y a partir de los 1800 metros solo hay vegetación a ras de suelo.
Una localización próxima a la Selva Amazónica hace que hasta los 1000 metros llueva mucho. A partir de los 1000 metros las nubes no consiguen alcanzar más altitud, siendo la zona más seca. La lluvia en las áreas bajas mantienen el clima muy húmedo. En las áreas con aproximadamente 700 metros, las nubes predominan y dejan casi siempre el día con neblina sin un cielo limpio; es la zona con mayor humedad.
La temperatura hasta los 700 metros se mantienen todo el año en 34 °C de día y durante la noche bajan hasta los 24 °C,; en las áreas de 750 m a 2000 m las temperaturas son de 28 °C (día) y 20 °C (noche), y en las áreas de altitud superior a 2000 m, las temperaturas son de 22 °C en el día y 12 °C en la noche.